# Uhlersharth
Uhlersharth war ein Ortsteil der Gemeinde Eitorf in Nordrhein-Westfalen und ist untergegangen.

## Lage
Der Hof lag auf dem Storcken oberhalb von Bourauel. Harth benennt die Lage auf einem Bergrücken, das Uhl für mundartlich Eule weist auf die abgelegene Lage hin. 

## Geschichte
Uhlersharth wurde ab 1656 öfter in den hiesigen Kirchenbüchern genannt. 
1845 hatte der Hof Eulershardt sechs Bewohner, davon fünf katholisch und einer evangelisch. Danach wird das Haus nicht mehr erwähnt.